# Morte di Pëtr Il'ič Čajkovskij

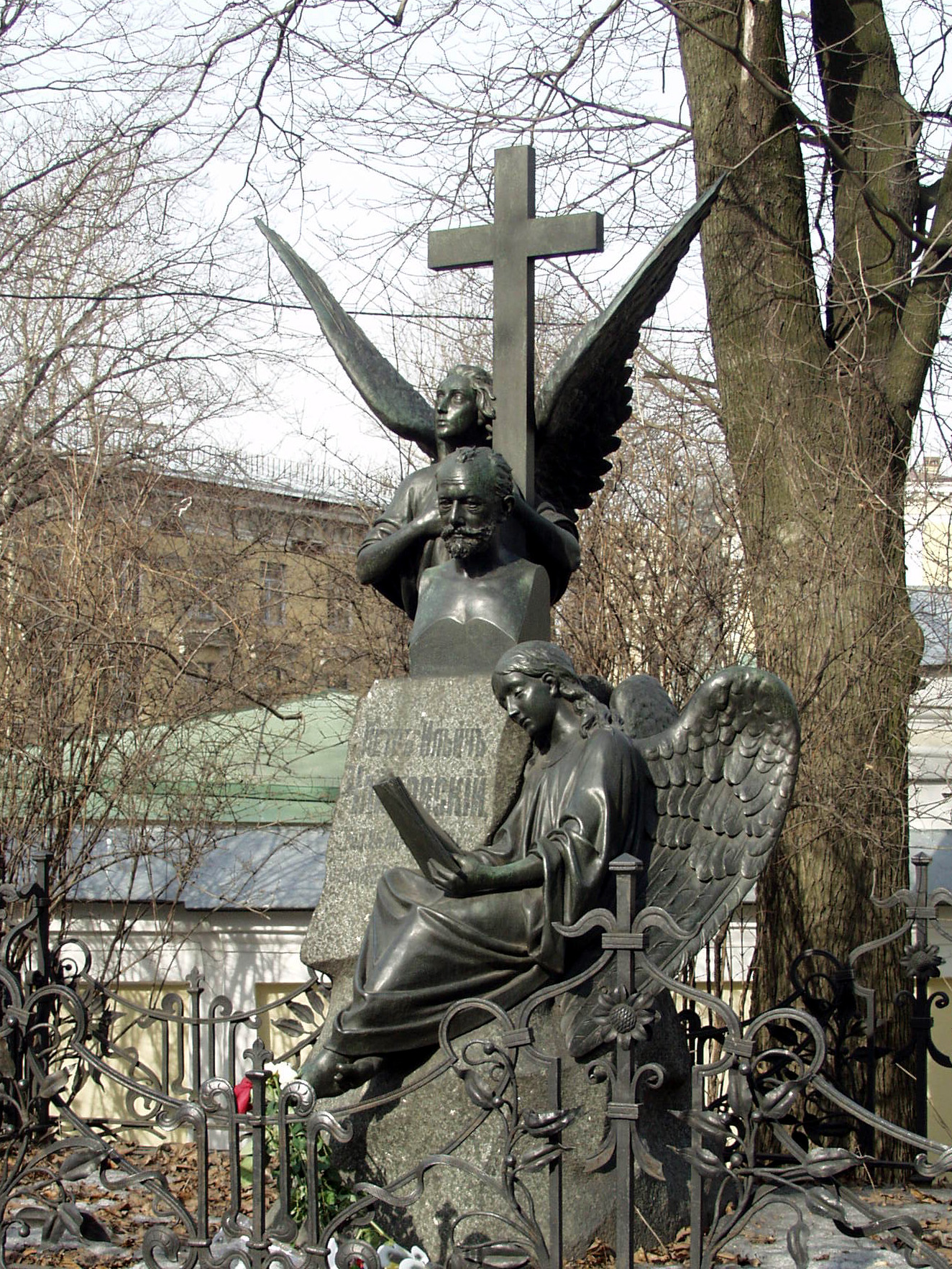
Tomba di Čajkovskij presso il Monastero di Aleksandr Nevskij.

Il 6 novembre 1893, nove giorni dopo la prima esecuzione della sua Sesta Sinfonia, la Patetica, Pëtr Il'ič Čajkovskij morì a San Pietroburgo, all'età di 53 anni. La causa della morte fu identificata nel colera, contratto con ogni probabilità bevendo acqua contaminata pochi giorni prima, e fu accettata da molti biografi del compositore. Tuttavia, già all'epoca, la diagnosi lasciò aperti molti interrogativi.
La successione cronologica degli eventi tra l'assunzione dell'acqua non bollita e il manifestarsi dei sintomi è stata messa in dubbio, e così anche il fatto che il compositore sia entrato in contatto con acqua contaminata nel corso di un'epidemia, nonostante le severe procedure igieniche in vigore. Oltretutto, benché il colera affliggesse veramente la società russa a tutti i livelli, era considerato una malattia delle classi inferiori. Lo stigma per la morte di colera era notevole, e che toccasse a un personaggio della fama di Čajkovskij era per molti inconcepibile. Non tutti considerarono attendibili i certificati dei due medici che curarono Čajkovskij. Generò sospetti anche il trattamento del corpo, a quanto pare non conforme alle prescrizioni vigenti per le salme delle vittime di colera.
Emersero presto teorie che spiegavano l'avvelenamento con un intento suicida del compositore, o in un gesto del tutto inconsulto o per ordine dello zar Alessandro III. Tra le fonti di queste teorie vi sono alcuni membri della famiglia Čajkovskij e il compositore Aleksandr Glazunov. Dopo il 1979 si è fatta strada una variante della teoria del suicidio imposto: il compositore sarebbe stato condannato per la propria omosessualità da una corte d'onore formata, dai suoi compagni di studi alla Scuola imperiale di giurisprudenza.

## Ultimi giorni

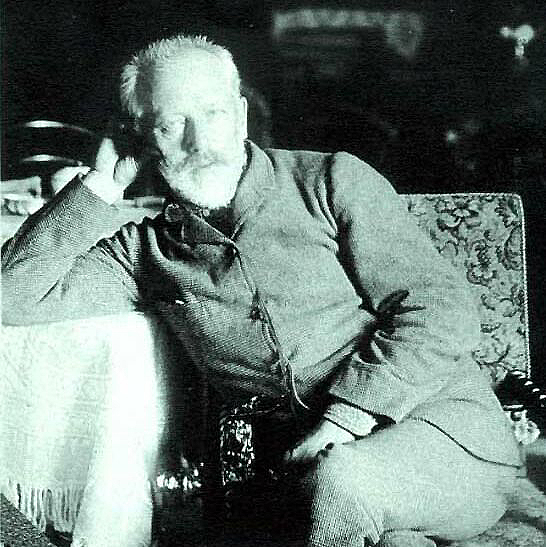
Una delle ultime foto di Čajkovskij.

Il biografo Aleksandr Poznanskij scrive che il 1º novembre 1893 (mercoledì 20 ottobre nel calendario giuliano ortodosso) Čajkovskij era andato a teatro a vedere la commedia di Ostrovskij Un cuore ardente. Successivamente, si era recato con suo fratello Modest, suo nipote Vladimir Davydov, detto "Bob", il compositore Glazunov, ed altri amici in un ristorante chiamato Leiners, sito nella Casa Kotomin, sulla Prospettiva Nevskij, San Pietroburgo. Durante la cena, Čajkovskij ordinò un bicchiere d'acqua. Poiché era scoppiato il colera in città, la normativa igienica imponeva che l'acqua servita nei ristoranti fosse preventivamente bollita. Il cameriere informò Čajkovskij che non era disponibile acqua bollita. Viene riferito che allora chiese dell'acqua fredda non bollita, che venne portata. Poiché il resto della compagnia lo sconsigliava di bere acqua non bollita, il compositore rispose di non temere il contagio, e bevve in ogni caso la sua acqua.

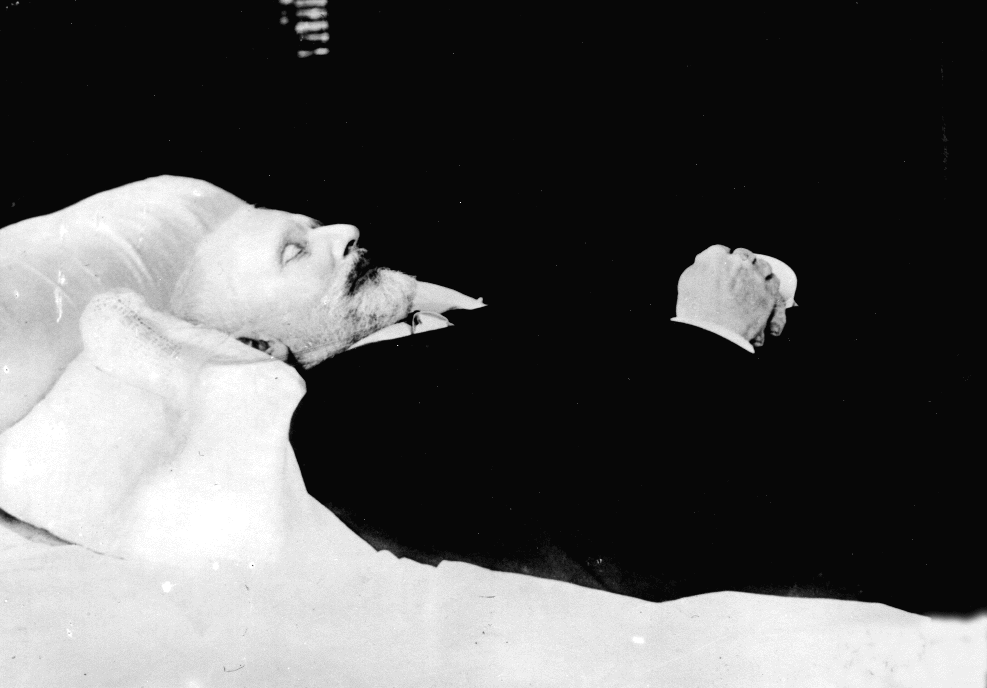
La salma di Čajkovskij appena composta

Il mattino seguente, nell'appartamento di Modest, Pëtr non si presentò in soggiorno per bere tè a colazione come suo solito, ma restò a letto lamentando diarrea e stomaco sottosopra. Modest propose di chiamare un medico, ma Čajkovskij rifiutò, prendendo piuttosto dell'olio di fegato di merluzzo, senza trarne alcun giovamento. Tre giorni più tardi, era preda di una crisi di colera in piena virulenza. Le sue condizioni precipitarono, ma rifiutò ancora l'intervento medico. Dopo tanto indugio si mandò a chiamare un dottore, che però non fu trovato a casa, perciò se ne cercò un altro. La diagnosi di colera fu alla fine formulata dal dottor Lev Bertenson. Nel frattempo, ebbe un illusorio miglioramento, seguito da un catastrofico peggioramento progressivo. I suoi reni iniziarono a cedere. Fu chiamato un sacerdote dalla cattedrale di Sant'Isacco per amministrargli l'estrema unzione, ma il compositore era ormai troppo malridotto per comprendere quel che gli capitava. Morì verso le ore 03.00 del 6 novembre 1893.
Dopo la sua morte si diffuse la voce che si fosse trattato in realtà di un suicidio, forse con l'arsenico, motivato dal timore di Čajkovskij che le sue inclinazioni omosessuali fossero scoperte, con conseguenze di tipo penali, oltre al disonore che avrebbe colpito la famiglia e il Conservatorio. L'ipotesi, mai confermata ma neanche messa da parte, si fonda sul fatto che durante il funerale, la bara di Čajkovskij fu lasciata girare aperta per la città, cosa inaudita per una morte avvenuta a seguito di una grave malattia infettiva.

## Dopo la morte

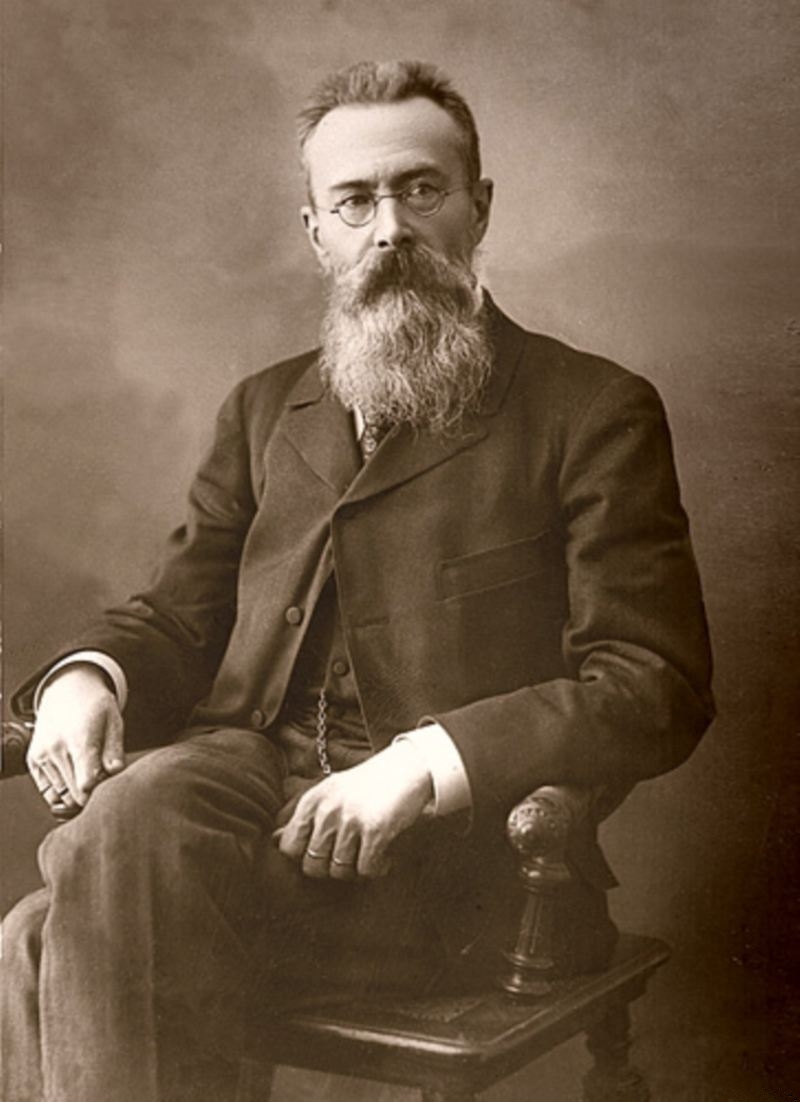
Nikolai Rimsky-Korsakov pensava che le procedure seguite alla morte di Čajkovskij fossero strane per una vittima di colera.

Il biografo di Čajkovskij David Brown sostiene che anche prima che i referti dei dottori sulla morte fossero apparsi, quel che successe nell'appartamento di suo fratello Modest era stato del tutto incoerente con le procedure standard per una morte di colera. Le regole apposite imponevano che il cadavere dovesse essere rimosso immediatamente dal luogo della morte in una bara chiusa. Viceversa, le spoglie di Čajkovskij furono esposte nell'appartamento di Modest, perché ricevessero liberamente la visita delle persone che intendevano rendere loro l'ultimo omaggio. Il compositore Nikolaj Rimskij-Korsakov avrebbe narrato: «Che strano che, sebbene la morte fosse dovuta al colera, pure l'accesso al funerale era libero. Ricordo che Veržbilovič, completamente ubriaco... baciò la salma sulla testa e sul viso». In alcune edizioni dell'autobiografia questo passaggio risulta mancante.
I commenti dello stesso Rimskij-Korsakov, però, sarebbero parsi in disaccordo con le sue azioni come successivamente riferito da Sergej Djagilev. Djagilev, che avrebbe conquistato la notorietà come fondatore ed impresario dei Balletti russi, all'epoca era uno studente a San Pietroburgo ed aveva conosciuto il compositore, di cui era lontano affine, e con cui aveva fatto conversazione qualche volta. All'udire della morte di Čajkovskij, rammenta Djagilev,
«In preda alla disperazione corsi fuori dalla casa, e sebbene mi rendessi conto che Čajkovskij era morto di colera andai dritto a Malaja Morskaja, dove abitava. Le porte erano spalancate e non c'era nessuno sulla soglia…. Sentii voci da un'altra stanza, ed entrando vidi Pëtr Il'ič in frac nero steso su un sofà. Rimskij-Korsakov e il cantante Nikolaj Figner stavano sistemando un tavolo per adagiarvelo sopra. Sollevammo il corpo di Čajkovskij, io lo tenevo per un piede, e lo lasciammo sul tavolo. Noi tre eravamo i soli nell'appartamento, perché dopo la morte di Čajkovskij l'intera famiglia si era allontanata….»

Poznansky obietta alle argomentazioni di Brown con alcune proprie. Sostiene che, malgrado il commento di Rimskij-Korsakov, non c'era niente di strano nell'accaduto. Scrive che nonostante un pregiudizio duro a morire, l'opinione medica prevalente fosse che il colera era meno contagioso di quanto supposto in precedenza. Benché dapprima il contatto con masse di persone fosse stato dapprima sconsigliato, il Consiglio Medico Centrale nella primavera del 1883 permise espressamente cerimonie pubbliche e riti connessi ai funerali delle vittime di colera. Inoltre, l'opinione medica riportata dalla Gazzetta di Pietroburgo affermava che Čajkovskij era morto per successiva infezione del sangue, non per il morbo in sé. (Risulta che l'epidemia si fosse arrestata venerdì 3 novembre, tre giorni prima del trapasso del compositore.) Con la precauzione aggiuntiva di una costante disinfezione delle labbra e delle narici del corpo, a detta di Poznansky, nemmeno il violoncellista ubriaco che sbaciucchiava la faccia del morto aveva un granché da preoccuparsi.
Alessandro III si offrì di pagare personalmente le spese del funerale del compositore e incaricò la Direzione dei Teatri Imperiali di organizzare la cerimonia. Secondo Poznansky, questo gesto dimostrò la straordinaria considerazione che lo Zar tributava al compositore. Solo due volte in precedenza un sovrano russo aveva mostrato tanto favore verso una personalità artistica o accademica scomparsa. Nicola I aveva scritto una lettera al poeta Aleksandr Puškin agonizzante dopo uno sciagurato duello. Sempre Nicola rese personalmente omaggio alla salma dello storico Nikolaj Michajlovič Karamzin il giorno prima della sua sepoltura. Per di più, Alessandro III concesse in via eccezionale che le esequie di Čajkovskij fossero celebrate nella cattedrale di Kazan'.
I funerali di Čajkovskij ebbero luogo il 9 novembre 1893 a San Pietroburgo. La cattedrale di Kazan contiene 6 000 persone, ma in 60 000 richiesero il biglietto per assistere alla funzione. Alla fine, 8 000 persone vennero stipate in qualche modo all'interno. Il compositore fu tumulato nel cimitero Tichvin, presso il monastero di Aleksandr Nevskij, vicino alle tombe dei suoi colleghi Aleksandr Borodin, Michail Glinka e Modest Petrovič Musorgskij; successivamente vi avrebbero trovato asilo anche le spoglie mortali di Rimskij-Korsakov e Milij Balakirev.

## Il colera in Russia

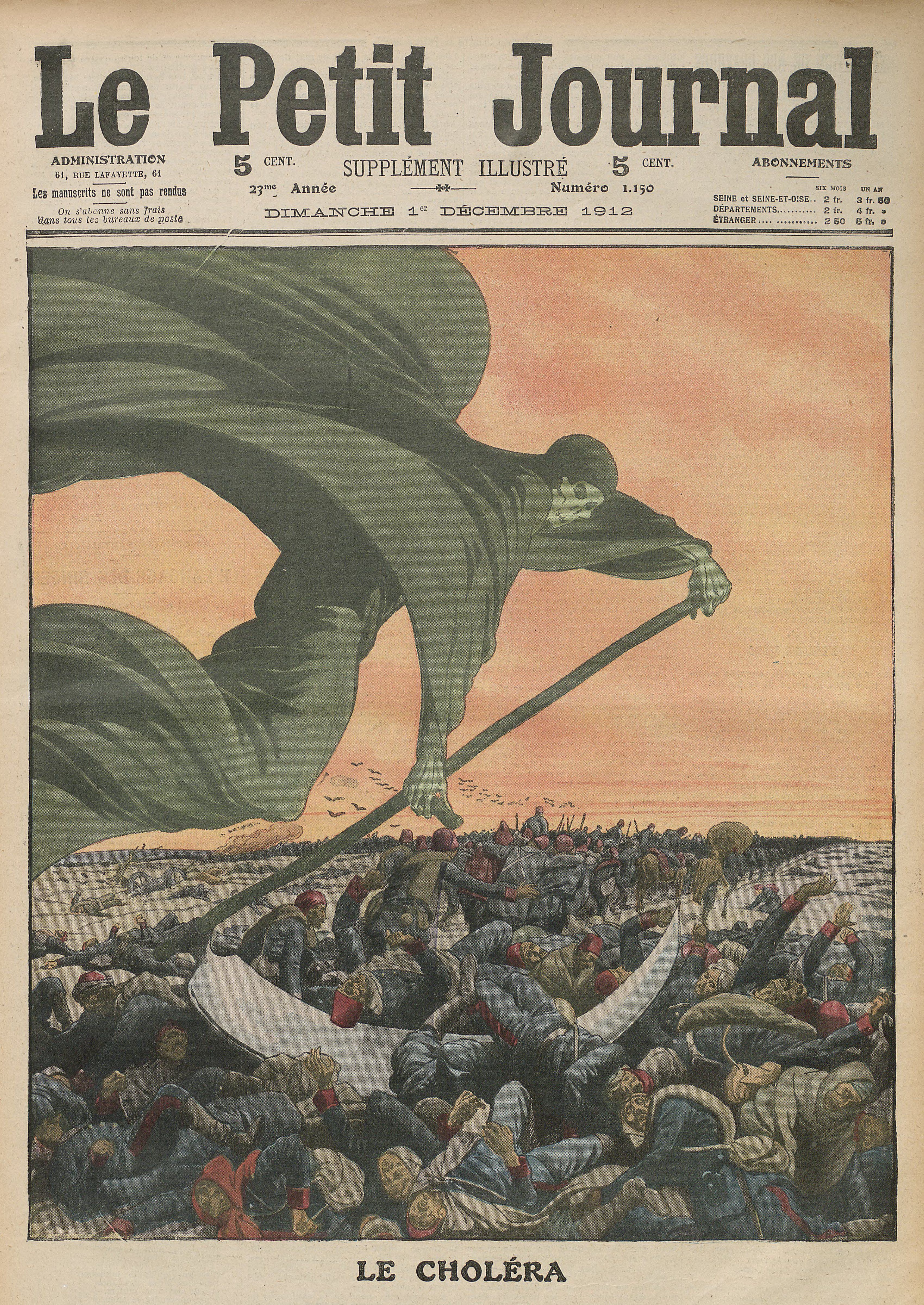
Disegno della morte che porta il colera, in Le Petit Journal.

Il biografo Anthony Holden scrive che il colera era arrivato in Europa meno di un secolo prima della morte di Čajkovskij. Un'iniziale pandemia colpì il continente nel 1818. Ne erano seguite altre tre ed una quinta, iniziata nel 1881, stava infuriando. La malattia era stata importata da pellegrini di Mumbai in Arabia e da lì aveva attraversato il confine russo.
I primi casi di questa pandemia in Russia furono registrati a Vladivostok nel 1888. Verso il 1892, la Russia era di gran lunga nella situazione peggiore tra i 21 paesi funestati. Nel 1893, non meno di 70 regioni e province stavano combattendo l'epidemia.
Holden aggiunge che, stando ai rapporti medici russi dell'epoca, la specifica epidemia che costò la vita a Čajkovskij iniziò il 14 maggio 1892 e terminò l'11 febbraio 1896. In questo intervallo di tempo, 504 924 persone contrassero il colera; di costoro, 226 940 (44,9%) ne morirono.

### Stigma sociale
Perfino con cifre così imponenti, l'attribuzione al colera della morte di Čajkovskij fu sorprendente per molti quanto la repentinità della sua scomparsa. Anche se il colera toccava tutti i livelli della società, era ampiamente considerato una malattia dei poveri. Lo stigma rese il colera una modalità di decesso volgare e socialmente svilente. Il fatto che Čajkovskij fosse morto per tale causa sembrò degradare la sua reputazione presso le classi superiori e colpì molti come un evento inconcepibile.
Coerentemente con la sua supposta natura, l'esordio dell'epidemia di colera iniziata nell'estate 1893 a San Pietroburgo era stato circoscritto principalmente ai bassifondi della città, in cui i poveri "vivevano in condizioni malsane di affollamento, nell'inosservanza delle condizioni mediche più elementari." Il morbo non interessava le famiglie più influenti e beneducate perché rispettavano i protocolli medici che vietavano l'uso o l'assunzione di acqua non bollita. Inoltre, l'epidemia aveva iniziato ad eclissarsi all'arrivo del freddo clima autunnale. Il 13 ottobre, furono riferiti 200 casi di colera. Arrivati al 6 novembre, giorno della morte di Čajkovskij, questo numero si era ridotto a 68 casi, accompagnato da "un netto declino della mortalità". Sebbene questi dati fossero tratti da Novosti i Birževaja Gazeta, Poznansky li mette in discussione in quanto imprecisi.
Ancora, l'amico di Čajkovskij Hermann Laroche raccontava che il compositore fosse scrupoloso nell'igiene personale. Nella speranza di non dover ricorrere a cure mediche, scrive Laroche, "faceva affidamento soprattutto sull'igiene, della quale sembrava (al mio occhio di profano) un vero maestro". La stampa appuntò la propria attenzione su questo, interrogandosi sulla morte della celebrità. "Come fece Čajkovskij, appena arrivato a Pietroburgo in eccellenti condizioni igieniche, a contrarre l'infezione?" chiese un inviato della Petersburg Gazette. Un altro cronista di Vita russa annotò, "Tutti sono stupefatti per la fulminante infezione di colera asiatico che ha stroncato un uomo così tanto ragionevole, misurato ed austero nelle sue abitudini quotidiane."

### Medici impreparati
Holden sostiene che, essendo il colera raramente riscontrato negli ambienti elevati da costoro praticati, i medici Vasily e Lev Bertenson potevano non aver mai trattato (o forse neppure visto) un caso di colera prima di quello del compositore. Non si può escludere che le loro conoscenze sul morbo derivassero solo dai manuali di studio e da qualche articolo scientifico.
Poznansky menziona una successiva dichiarazione di Vasilij Bertenson in cui riconosceva di "non essere mai stato testimone di un caso effettivo di colera", benché avesse ravvisato nel compositore un "caso classico" di quel male. Holden si domanda se la descrizione che Lev Bertenson fece delle condizioni di Čajkovskij scaturisse dalla sua osservazione del paziente o da quanto aveva letto in precedenza. Se fosse vera la seconda ipotesi, significherebbe che potrebbe aver usato la terminologia nella sequenza errata enunciando la diagnosi di Čajkovskij.

## Il bicchiere d'acqua non bollita
Se Čajkovskij davvero contrasse il colera, è impossibile sapere esattamente quando o come si sarebbe infettato. I giornali pubblicarono racconti di parenti con le idee poco chiare sul fatto che Čajkovskij avesse bevuto un bicchiere di acqua non bollita al ristorante da Leiner. Modest, invece, lascia intendere che suo fratello abbia bevuto il bicchiere fatale nel suo (di Modest) appartamento durante il pranzo di giovedì. "Fu proprio nel mezzo della nostra conversazione sui trattamenti sanitari che egli si versò un bicchiere d'acqua e ne trasse un sorso. L'acqua non era stata bollita. Eravamo tutti allarmati: lui solo era indifferente al proposito e ci diceva di non preoccuparci."
L'incubazione del colera dura da uno a tre giorni secondo alcune fonti scientifiche, e da due ore a cinque giorni secondo altre fonti. Si narra che Čajkovskij iniziò a presentare i sintomi alle prime ore di giovedì mattina. Se l'intervallo "da uno a tre giorni" è inteso come "da 24 a 72 ore", il compositore si sarebbe potuto infettare al più tardi mercoledì mattina, cioè prima sia della cena da Leiner quella sera, sia del pranzo da Modest il pomeriggio seguente.
La possibilità che dell'acqua non bollita fosse disponibile in un ristorante del rango di Leiner fu una sorpresa per alcuni. "Troviamo estremamente strano che un buon ristorante possa aver "servito" acqua non bollita durante un'epidemia", scrisse un inviato del giornale Figlio della Patria.
"Esiste, da quello che abbiamo acquisito, un decreto vincolante per cui esercizi commerciali, mense, ristoranti, ecc., dovevano tenere acqua bollita." Poznansky suggerisce che la stessa inverosimiglianza valga pure per il racconto di Modest.
Ma non furono solo i cronisti ad esprimere perplessità su queste versioni dei fatti. Djagilev rammenta: "Vari miti si sono presto diffusi riguardo alla morte di Čajkovskij. Qualcuno ha detto che egli prese il colera bevendo un bicchiere d'acqua al ristorante Leiner. Certo, eravamo abituati a vedere Pëtr Il'ič che mangiava lì quasi ogni giorno, ma nessuno quella volta beveva acqua senza bollirla, e ci sembrò inconcepibile che lo avesse fatto Čajkovskij.

## Teorie

### Colera da acqua inquinata
Poznansky non esclude che Čajkovskij abbia contratto il colera bevendo acqua contaminata. Azzarda che Čajkovskij possa eventualmente averla bevuta prima della cena di mercoledì da Leiner, siccome il compositore usava bere acqua fredda durante i pasti. Su questo punto, concorda con Holden. Quest'ultimo aggiunge che forse Čajkovskij sapeva di aver contratto il colera prima della cena da Leiner mercoledì sera.
Secondo Poznansky inoltre, nelle scorte idriche di San Pietroburgo il bacillo del colera era più diffuso di quanto si immaginasse comunemente prima della morte di Čajkovskij. Alcune settimane prima del trapasso del compositore, sia il fiume Neva sia il deposito d'acqua del Palazzo d'Inverno erano risultati contaminati, ed una commissione sanitaria speciale scoprì che alcuni ristoranti mescolavano acqua bollita e non bollita per non far attendere eccessivamente i clienti abituali che desideravano berla fresca.
Allo stesso proposito, Poznansky sottolinea che Čajkovskij, già afflitto da disturbi gastrici giovedì mattina, bevve un bicchiere dell'alcalina acqua Hunyadi János cercando sollievo per il suo intestino. L'alcalinità di quell'acqua minerale avrebbe neutralizzato gli acidi nella pancia di Čajkovskij. Ciò avrebbe stimolato ogni bacillo di colera presente mettendogli a disposizione un ambiente più favorevole per svilupparsi.

### Colera per altro canale di contagio
Richiamandosi allo specialista di colera dottor Valentin Pokovsky, Holden indica un altro modo in cui Čajkovskij potrebbe aver contratto il colera: la "via oro-fecale", connessa a pratiche sessuali igienicamente rischiose intercorse con prostituti a San Pietroburgo. Questa ipotesi fu avanzata autonomamente sul Times di Londra da quello che all'epoca era il suo specialista medico veterano, il dottor Thomas Stuttaford. Sebbene Holden ammetta che non vi siano prove a conforto della tesi, afferma che il caso sia stato proprio questo. Čajkovskij e Modest si sarebbero dati gran pena di mascherare la verità. Potrebbero aver messo in scena la bevuta di acqua infetta da Leiner di comune accordo per amor di famiglia, amici, ammiratori e fama futura. Dato che Čajkovskij era stato in vita una sorta di venerato monumento nazionale, Holden suppone che i medici coinvolti nel caso di cui parliamo potessero aver assecondato tale versione edulcorata dei fatti, a scapito di una verità imbarazzante.

### Suicidio ordinato da una "corte d'onore"
Un'altra teoria è stata portata all'attenzione pubblica dalla musicologa russa Aleksandra Orlova nel 1979, dopo essersi trasferita in Occidente. Il teste chiave per la ricostruzione di Orlova era Aleksander Voitrov, che avendo frequentato la Scuola di giurisprudenza prima della Grande Guerra avrebbe, a quanto si dice, raccolto una gran quantità di documenti su storia e persone collegate alla sua alma mater. Una di quelle persone era Nikolaj Borisovič Jacobi, Procuratore Capo al Senato negli anni 1890. La vedova di Jacobi, Elozabeta Karlovna, asseritamente raccontò a Voitrov nel 1913 che un certo duca Stenbok-Fermor era infastidito dall'attenzione che Čajkovskij dedicava al suo giovane nipote. Stenbok-Fernor scrisse allo zar nell'autunno del 1893 una lettera d'accusa, e la diede a Jacobi perché la consegnasse. Jacobi voleva evitare uno scandalo pubblico. Pertanto invitò tutti gli ex compagni di studi di Čajkovskij che riuscì a trovare a San Pietroburgo — otto persone in tutto — per costituire una "corte d'onore" che discutesse l'accusa. Questo incontro, svoltosi nello studio di Jacobi, si protrasse per almeno cinque ore. Čajkovskij schizzò fuori, pallido ed agitato, senza dire una parola. Quando se ne furono andati tutti, Jacobi disse alla moglie che avevano deciso che Čajkovskij si doveva uccidere. Dopo uno o due giorni da quest'incontro, a San Pietroburgo cominciarono a circolare voci sulla malattia del compositore.
Orlova suppone che questa corte d'onore sia stata convocata il 31 ottobre. Questo è l'unico giorno in cui non si sa niente delle attività di Čajkovskij fino a sera. Brown insinua che forse c'è un motivo se Modest registra gli ultimi giorni di suo fratello da quella sera, quando Čajkovskij assistette all'opera di Rubinstein Die Makkabäer.
Nel novembre 1993 la BBC mandò in onda un documentario intitolato Orgoglio o pregiudizio, che investigava su varie teorie riguardanti la morte di Čajkovskij. Tra gli intervistati erano Orlova, Brown e Poznansky, assieme a vari esperti di storia russa. Il dottor John Henry del Guy's Hospital, un consulente tecnico giudiziale che all'epoca lavorava alla British National Poison Unit ("Unità nazionale veleni britannica"), concluse nel documentario che tutti i sintomi riportati della malattia di Čajkovskij "sono ben accostabili all'avvelenamento da arsenico". Era notorio, suggerì, che diarrea acuta, disidratazione e insufficienza renale somigliavano alla manifestazione del colera. Questo avrebbe concorso ad avallare una credibile verosimiglianza della morte come un caso di colera. La conclusione raggiunta nel documentario propendeva largamente in favore della teoria della "corte d'onore".
Altri autorevoli studi sul compositore hanno criticato però analiticamente le congetture di Orlova, e concluso che la morte del compositore dipese da cause naturali. Fra i vari punti deboli nella tesi di Orlova, Poznansky svelò che non esisteva alcun "duca Stenbock-Fermor", bensì c'era un conte con quel nome. Tuttavia, costui vantava il titolo di "scudiero dello zar" Alessandro III, pertanto non avrebbe avuto bisogno di un intermediario per recapitare una lettera a quello che in sostanza era il suo "capo" diretto. Quanto alla supposta minaccia per la reputazione della Scuola di giurisprudenza di San Pietroburgo, rappresentata dalle relazioni omosessuali di Čajkovskij, Poznansky raffigura la scuola come un focolaio della dissolutezza allignante in un microcosmo esclusivamente maschile, che aveva addirittura un suo canto inneggiante alle delizie dell'omosessualità.

### Suicidio ordinato dallo zar
Un'altra teoria sulla morte di Čajkovskij è che sia il risultato di un ordine dello stesso zar Alessandro III. Questa storia fu narrata dal musicista svizzero Robert Aloys Mooser, che si crede l'abbia appresa da altri due colleghi: Riccardo Drigo, compositore e maestro di cappella presso i Teatri imperiali di San Pietroburgo, ed il (già nominato) compositore Aleksandr Glazunov. Secondo tale ricostruzione, il compositore aveva sedotto il figlio del custode del condominio di suo fratello Modest. Per molti il racconto è plausibile, perché viene riferito che Glazunov lo confermò reiteratamente. Mooser considerava Glazunov un teste attendibile, ponendone in risalto il suo "retto carattere morale, la venerazione per il compositore e l'amicizia con Čajkovskij". Più recentemente lo studioso francese André Lische ha confermato la confessione di Glazunov. Il padre di Lische studiava a Pietrogrado negli anni 1920. Glazunov confidò questo racconto al padre di Lische, che a sua volta lo tramandò al figlio.
Tuttavia, oppone Poznansky, Glazunov non avrebbe potuto confermare il racconto del suicidio se non fosse stato assolutamente certo della sua verità. Il solo modo in cui ciò fosse possibile, però, sarebbe stato se glielo avesse raccontato qualcuno della cerchia più ristretta tra i frequentatori di Čajkovskij; in altre parole, qualcuno che fosse stato al capezzale di Čajkovskij nel suo letto di morte. Era al contrario esattamente questa cerchia di intimi che Drigo accusava di aver occultato la "verità", [Poznansky pone la parola tra virgolette per enfasi] invocando false testimonianze da autorità, medici e preti. Solo obbligando Glazunov a giurare che avrebbe mantenuto il segreto più assoluto, qualcuno di quella cerchia avrebbe eventualmente rivelato la "verità". Che Glazunov abbia poi condiviso questa informazione con Mooser, conclude Poznansky, è virtualmente inconcepibile dato che ciò avrebbe compromesso del tutto Glazunov.

### Suicidio per atto inconsulto
Un'altra versione sostiene che Čajkovskij stesse attraversando un periodo di profonda crisi. Questa crisi era precipitata, secondo certi racconti, a causa della sua infatuazione per il nipote Vladimir Davydov, che era spesso chiamato "Bob" dalla famiglia Davydov e dal compositore. Questa sarebbe la spiegazione degli struggimenti contenuti nella Sesta, ed anche il mistero che circonda il suo impianto generale. Molti analisti, elaborando questa premessa, hanno di conseguenza letto la Patetica come intensamente autobiografica. Secondo questa teoria, Čajkovskij si rese conto dell'intera portata dei suoi sentimenti per Bob, oltre all'improbabilità del loro appagamento fisico. Si suppone quindi che abbia riversato la sua infelicità su questo capolavoro finale come se fosse stato un consapevole preludio al suicidio, poi abbia bevuto acqua non bollita nella speranza di contrarre il colera. Così, come quando sembrò scivolare nella Moscova nel 1877 in preda alla disperazione per il suo matrimonio, Čajkovskij poteva tentare il suicidio senza gettare discredito sulla sua famiglia.

## Nessuna prova decisiva
Senza alcuna valida dimostrazione per nessuno di questi casi, è verosimile che non si potrà mai trarre alcuna conclusione certa e che la natura della fine del compositore non potrà mai essere conosciuta. La prova definitiva, propone Holden, comporterebbe la riesumazione del cadavere di Čajkovskij per gli esami tossicologici atti a determinare la presenza di arsenico, com'è avvenuto per il corpo di Napoleone Bonaparte, posto che l'arsenico può lasciar tracce sul corpo umano anche per 100 anni. Scrive il musicologo Roland John Wiley, "La polemica sulla morte [di Čajkovskij] ha raggiunto uno stallo … Le dicerie collegate alle celebrità sono dure a morire … Quanto all'ipotesi della malattia, i problemi probatori dànno poca speranza di soluzione soddisfacente: lo stato della diagnosi; la confusione delle testimonianze; la sottovalutazione degli effetti di lungo termine del fumo e dell'alcol. Non sappiamo come sia morto Čajkovskij. Non ne verremo mai a capo…."

## Elaborazioni artistiche
Il compositore inglese Michael Finnissy scrisse nel 1994 un'opera breve intitolata Shameful Vice ("Il vizio vergognoso"), sugli ultimi giorni e sulla morte di Čajkovskij.

## LaPateticacome requiem

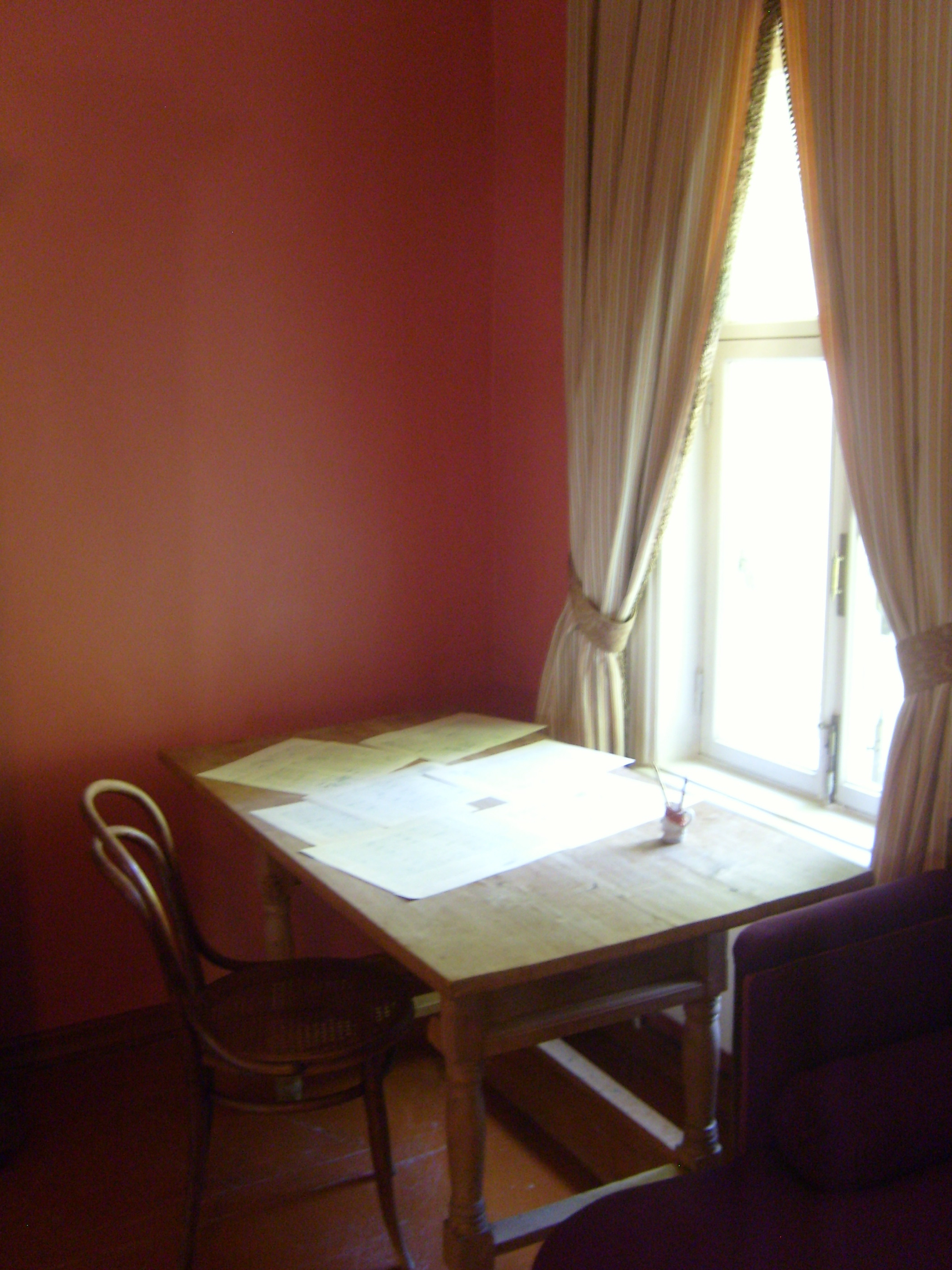
Il tavolo, con vista sul giardino, cui sedeva Čajkovskij componendo la Patetica.

Volkov scrive che già prima della morte di Čajkovskij, la sua Sinfonia n. 6 Patetica, era stata percepita da alcuni come l'addio artistico del compositore a questo mondo. Dopo l'ultima prova della sinfonia sotto la bacchetta dell'autore, il granduca Konstantin Konstantinovič, poeta di talento e fervente ammiratore del compositore, corse nella stanza verde piangendo ed esclamando, "Cosa avete fatto, è un requiem, un requiem!"
Quanto alla première in sé stessa, Volkov scrive:
«Čajkovskij iniziò a dirigere con la bacchetta salda in pugno … come suo solito. Ma quando le note finali della sinfonia si erano dissolte e Čajkovskij abbassò lentamente la bacchetta, ci fu silenzio mortale nel pubblico. Al posto dell'applauso, provenivano singhiozzi soffocati da varie parti della sala. Il pubblico era stupefatto e Čajkovskij restava immobile, la testa curva.»
Questo sembrerebbe contraddire le descrizioni che dello stesso fatto espongono altri biografi. Ad esempio Holden scrive che il brano era stato salutato da rispettosi applausi verso l'autore, ma anche da generale perplessità sull'intrinseca opera. Ad ogni modo, Diaghilev sembra confermare la ricostruzione di Volkov. Sebbene precisi "Durante la prova le opinioni erano grandemente divise….", aggiunge: "Il successo del concerto fu naturalmente travolgente."
Prescindendo dall'accoglienza ricevuta inizialmente, due settimane dopo la morte di Čajkovskij, il 18 novembre 1893, il direttore Eduard Nápravník, amico di lunga data del compositore, diresse la seconda pubblica esecuzione della Patetica in un concerto commemorativo a San Pietroburgo. La sala era la medesima della "prima", ed in gran parte anche il pubblico era formato dalle stesse persone.
"È davvero una sorta di canto del cigno, un presentimento di morte imminente, donde scaturisce la sua suggestività tragica" scrisse il recensore della Russkaja Muzykal'naja Gazeta. Nikolaj Rimskij-Korsakov, che assisté ad entrambe le rappresentazioni, attribuì il mutamento di opinione nel pubblico a "l'improvvisa morte del compositore … voci sui presentimenti di prossima fine (cui il genere umano è così incline), e una tendenza a collegare questi presentimenti al carattere lugubre dell'ultimo movimento di questa opera splendida … celebre, perfino alla moda." Djagilev aggiunge che Nápravník piangeva durante tutta l'esecuzione.
Sebbene alcuni musicologi moderni, come David Brown, contestino l'idea che Čajkovskij abbia scritto la Patetica per farne il proprio requiem, molti altri, in particolare Milton Cross e David Ewen, le concedono credito. Fra i temi musicali è uno nella sezione di sviluppo del primo movimento, in cui l'evoluzione in rapida progressione del primo tema trasformato improvvisamente "passa al neutro" negli archi, e un corale armonizzato, piuttosto calmo, emerge nei tromboni. Il tema per trombone non ha relazione con la musica che lo segue o precede. Sembra un non sequitur — ma trae dalla Messa da requiem russa ortodossa, ove si cantano le parole: "E possa la sua anima riposare con le anime di tutti i santi."